# 14071 Gadabird
14071 Gadabird (1996 JK13) là một tiểu hành tinh vành đai chính được phát hiện ngày 11 tháng 5 năm 1996 bởi Spacewatch ở Kitt Peak.